# Wo ist Carlos Montúfar?
Wo ist Carlos Montúfar? ist der Titel eines Sachbuchs des deutsch-österreichischen Autors Daniel Kehlmann mit gesammelten Texten zur Literatur, das erstmals 2005 beim Rowohlt Verlag erschienen ist. Der Band umfasst Rezensionen, Reden und Essays aus den fünf vorausgegangenen Jahren.

## Buchtitel
Carlos Montúfar (1780–1816), Sohn von Juan Pío Montúfar y Larrea, Herzog von Selva-Alegre, begleitete Alexander von Humboldt von 1802 bis 1804 auf seiner zweiten großen Südamerika-Expedition und nahm auch an der Besteigung des Chimborazo teil. Anschließend spielte er eine wichtige Rolle bei der ersten Unabhängigkeit von Ecuador. Im Titelessay erklärt Kehlmann, warum diese historische Figur in seinem bekannten Roman Die Vermessung der Welt keinen Platz gefunden hat, obwohl diese Reise ausführlich im Roman beschrieben wird und Humboldts Begleiter Aimé Bonpland dagegen Erwähnung findet.

## Inhalt
In den 19 Kapiteln des Buches werden insgesamt 17 Autoren mit ihren Werken besprochen, darunter Voltaire, Stendhal, Leopold von Sacher-Masoch, Tolkien, Mario Vargas Llosa, John Updike, Milan Kundera, Kurt Vonnegut, Knut Hamsun, Louis-Ferdinand Céline, Isaiah Berlin und Helmut Krausser. Kehlmann schildert jeweils kurz den Werdegang des einzelnen Schriftstellers. Anschließend erläutert er ausführlich das Werk und die Intentionen, die der Autor verfolgte. Kehlmann lässt dazu auch eigene Gedanken einfließen. Er bespricht auch im deutschen Sprachraum unbekannte Werke wie Milan Kunderas Jacques und sein Herr, das nicht ins Deutsche übersetzt worden ist.

### Inhaltsverzeichnis
- Wo ist Carlos Montúfar?.
- Gott begrüßt seine Opfer. Über Voltaire
- Die Chronik der Heuchelei. Stendhal: Rot und Schwarz
- Setz deinen Fuß auf meinen Nacken!. Über Leopold von Sacher-Masoch
- Boden ohne Blut. Knut Hamsun: Auf überwachsenen Pfaden
- Erfundene Schlösser aus echtem Stein. Über J. R. R. Tolkien
- Wollust, Sorglosigkeit und Mut. Louis-Ferdinand Céline: Reise ans Ende der Nacht
- Der Gast aus der Zukunft. Über Isaiah Berlin
- Holden, die Enten, die Kinder. J. D. Salinger: Der Fänger im Roggen
- Der Zwang zum Happy-End. Kurt Vonnegut: Suche Traum, biete mich
- Wohin alles entschwunden ist. John Updike: Rabbit, eine Rückkehr
- Verschwitzte Intellektuelle. Tom Wolfe: Hooking up
- Wovon wir reden, wenn wir von Autorschaft reden. Raymond Carver: Wovon wir reden, wenn wir von Liebe reden
- Schätzenswert, aber kein Goethe. Harold Bloom: Genius
- Vorwärts, das ist irgendwo. Milan Kundera: Jacques und sein Herr
- Die Tränenlieferanten kommen näher. Über Georg Kreisler
- Der Mai begann fürchterlich. Helmut Kraussers Tagebücher
- Ironie und Strenge.
- Eigene Bücher lesen.

## Pressestimmen
„»Wo ist Carlos Montúfar?« ist der faszinierende Werkstattbericht zur »Vermessung der Welt«. [...] Kehlmann ist nicht nur ein versierter Artist, sondern auch, wenn es ans Weltanschauliche geht, ein dezidierter Mann der Aufklärung.“

„Das sind klärende Stellungnahmen, die ganze Epochen beleuchten und es zugleich schaffen, den unabweisbaren Drang zur Nachprüfung zu erzeugen. [...] Bei Kehlmann jedenfalls scheint sich der Genieverdacht zu verdichten.“

## Ausgaben
- 2005: Daniel Kehlmann: Wo ist Carlos Montúfar? Rowohlt Verlag; 160 S., Taschenbuch, ISBN 3499241390.
- 2006: Daniel Kehlmann: Wo ist Carlos Montúfar? Universal Music; Hörbuch, ISBN 3829117639 
Das Hörbuch umfasst sieben Beiträge und einen Text, der in der Buchausgabe nicht enthalten ist: Voltaire und Starbucks, eine Würdigung der Comic-Serie Die Simpsons als eines der größten Kunstwerke unserer Zeit.
- 2009: Daniel Kehlmann: Wo ist Carlos Montúfar? Rowohlt Verlag; Digitalbuch, ISBN 9783644404212.